# Roman Herzog

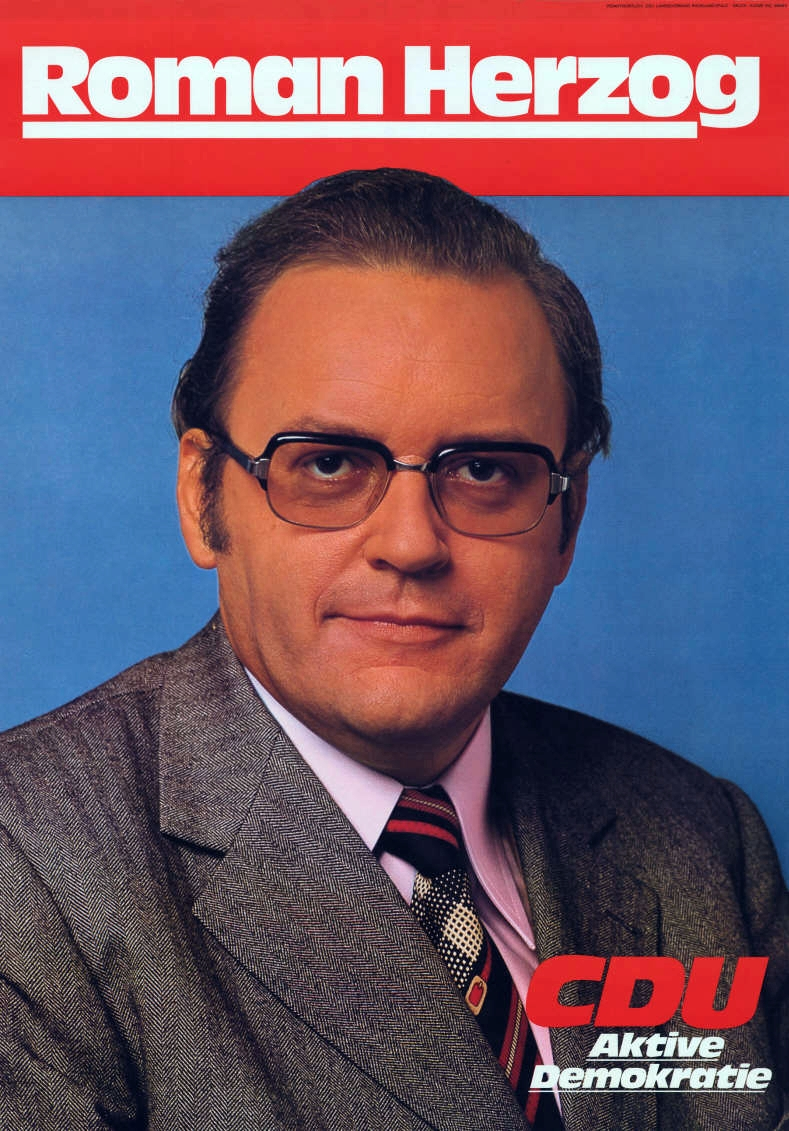
Verkiezingsposter van Herzog voor de Landdagverkiezingen in Rijnland-Palts van 1975

Roman Herzog (Landshut, 5 april 1934 – Bad Mergentheim, 10 januari 2017) was een Duitse jurist en politicus. Hij was lid van de CDU.
Herzog was van 1987 tot 1994 president van het constitutioneel gerechtshof en van 1994 tot 1999 bondspresident van Duitsland. Van 1978 tot 1980 was hij minister van Onderwijs en Wetenschappen en van 1980 tot 1983 minister voor Binnenlandse Zaken in Baden-Württemberg.

## Opleiding en beroep
Herzog studeerde van 1953 tot 1961 rechten in München. Tot 1964 werkte hij aan de universiteit; hij promoveerde tot doctor en later habiliteerde hij tot professor. Tot 1965 doceerde hij als privaatdocent aan de Ludwig Maximilians-Universiteit in München. In 1965 wisselde hij naar de Vrije Universiteit Berlijn als docent voor staatsrecht en politiek. Hier was hij van 1967 tot 1968 decaan en van 1968 tot 1969 prodecaan van de juridische faculteit. In 1969 werd hij docent voor Politiek (en Staatslehre) aan de universiteit van Speyer, waar hij van 1971 tot 1972 rector was.
Van 1981 tot 1994 was hij co-auteur van de krant Christ und Welt - Rheinischer Merkur.
In 2000 modereerde hij 6 afleveringen Herzog spricht mit ... (Herzog spreekt met ...) voor de Bayerischer Rundfunk.

## Persoonlijk leven
Herzog trad in 1958 in het huwelijk met Christiane Krauß. Uit dit huwelijk had hij twee zonen. Zijn eerste vrouw overleed in 2000. Herzog hertrouwde met Alexandra Freifrau von Berlichingen (geb. von Vultejus).
Roman Herzog overleed op 10 januari 2017 op 82-jarige leeftijd in een ziekenhuis in Bad Mergentheim.

## Partij
Sinds 1970 is Herzog lid van de CDU. Vanaf 1979 was hij lid van de hoofdbestuur van de CDU.

## Functies
In 1973 werd Herzog door Helmut Kohl, toen nog minister-president in Rijnland-Palts, als staatssecretaris en gemachtigde van Rijnland-Palts bij de bond ingezet. In deze functie was hij ook lid van de bondsraad. Onder minister-president Bernhard Vogel oefende hij dit ambt uit.
Van 1978 tot 1980 was hij onder minister-president Lothar Späth minister voor cultuur en sport. Na de verkiezingen in 1980 werd hij minister voor binnenlandse zaken van Baden-Württemberg. Hij bekleedde deze functie tot 1983.
In 1983 werd hij rechter aan het Bundesverfassungsgericht, het Duitse constitutioneel gerechtshof. Tot 1987 was hij eerste voorzitter van de eerste senaat en vicepresident van het constitutioneel gerechtshof. Van 1987 tot 1994 was hij president van het constitutioneel gerechtshof.
Op 23 mei 1994 werd hij door de Bundesversammlung in de derde stemronde tot zevende bondspresident verkozen. Grote nationale indruk maakte hij met de Ruck-Rede op 26 april 1997. Voor een tweede ambtstermijn in 1999 stelde hij zich niet kandidaat. Na zijn presidentschap werd hij opnieuw voorzitter van het Constitutioneel Hof.

## Onderscheidingen
- 1996 Doctor honoris causa, Universiteit van Oxford
- 1997 Karlspreis
- 1997 Europese politicus van het jaar (New York, samen met Václav Havel)
- 1998 Doctor honoris causa van de universiteit Wrocław (Polen)
- 1998 Leo-Baeck-Prijs
- 1998 Ereburger (Duits: Ehrenbürger) van de stad Berlijn

## Publicaties
- Proefschrift
  - Grundrechtsbeschränkung nach dem Grundgesetz und Europäische Menschenrechtskonvention, 1958
- Habilitation
  - Die Wesensmerkmale der Staatsorganisation in rechtlicher und entwicklungsgeschichtlicher Sicht, 1964
- Diversen
  - Kommentar zum Grundgesetz "Maunz-Dürig-Herzog" (Mitherausgeber), sinds 1964
  - Evangelisches Staatslexikon (Mitherausgeber), sinds 1966
  - Allgemeine Staatslehre, 1971
  - Staaten der Frühzeit. Ursprünge und Herrschaftsformen, 1988
  - Staat und Recht im Wandel, 1994
  - Strukturmängel der Verfassung? Erfahrungen mit dem Grundgesetz, 2000 (Deutsche Verlags-Anstalt, Stuttgart / München)

- Bibsys: 90332526
- Biblioteca Nacional de España: XX913351
- Bibliothèque nationale de France: cb12254797x (data)
- CiNii: DA01462420
- DBLP: 77/502
- Gemeinsame Normdatei: 119155087
- International Standard Name Identifier: 0000 0001 0881 770X
- Library of Congress Control Number: n86147250
- Nationale Bibliotheek van Letland: 000242775
- Nationale Bibliotheek van Tsjechië: jn20010602668
- Nationale Bibliotheek van Israël: 987007262781205171
- Nationale Bibliotheek van Polen: a0000002578512
- Nationale en Universitaire bibliotheek Zagreb: 000199621
- Nederlandse Thesaurus van Auteursnamen: 069611955
- Réseau des bibliothèques de Suisse occidentale: 02-A003368196
- Istituto Centrale per il Catalogo Unico: MILV012473
- Système universitaire de documentation: 031307876
- Virtual International Authority File: 27123610
- WorldCat: E39PBJppFjFVy6MkgRDxMMbrv3